# バミー

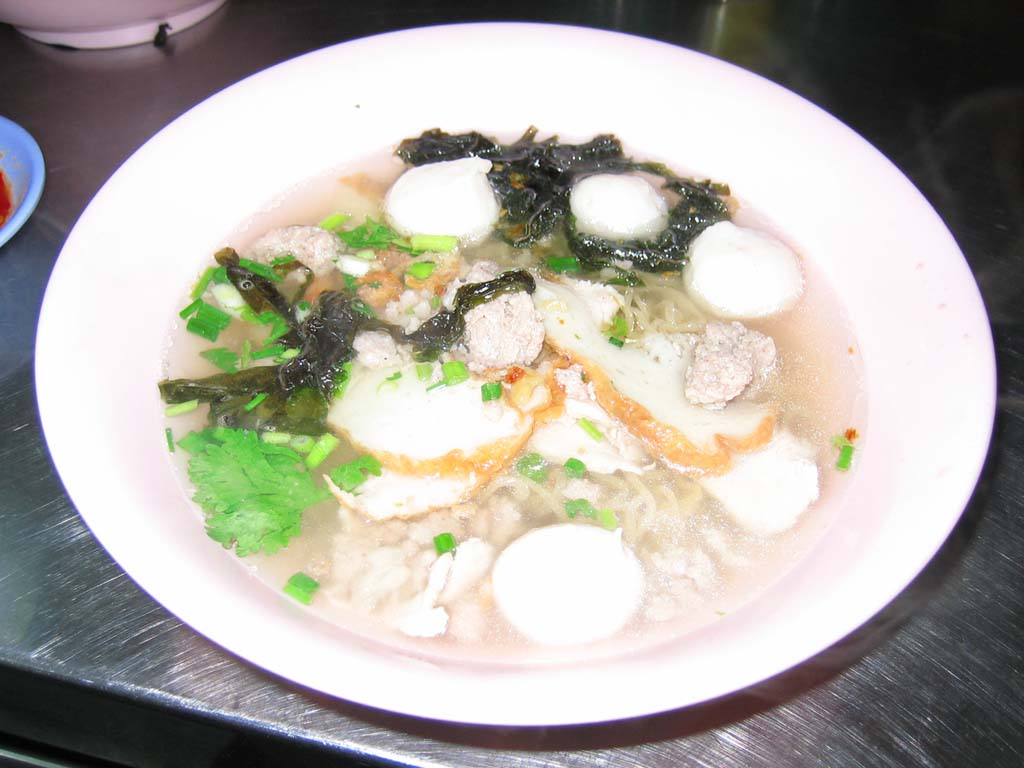
バミー・ナームの一例

バミー(bami、タイ語 บะหมี่、/ba˨˩.miː˨˩/)とは、タイ語で小麦粉にかん水を加えて作られた中華麺を意味する言葉であるが、同時にそれを用いた麺料理そのものを指す場合もある。後者の意味では「タイ風ラーメン」とも呼ばれる。
スープの有無によりバミー・ナーム（スープ有り）とバミー・ヘーン（スープ無し）に分けられる。炒めたもの（炒麺）はバミー・パッと呼ぶ。

## 概要
主にタイ国内の屋台や食堂、デパートのフードコートなどで提供されている。日本のラーメンと比較して器は小さく、量もやや少なめである。またスープは鶏がらで取っただしに薄く塩味が付いているのみであり、テーブルの上に並べられた調味料を使い、自分で味を調節して食べるのが普通である。なお、卓上の調味料はナンプラー（塩味を付ける）、砂糖（甘味を付ける）、粉唐辛子（辛味を付ける）、唐辛子を漬けた酢（酸味を付ける）の4種類であることが多い。
麺の上に乗せられる具には、魚や肉で出来た肉団子やつみれ（ルークチン）、ワンタン（キアオ）チャーシュー（ムー・デーン）、鶏の唐揚げ（ガイトート）豚のひき肉（ムー・サップ）、また豚肉以外では柔らかく煮た牛肉や茹でた鶏肉などがある。地方によってはカニやエビなどの魚介類が用意されていることもある。また長ネギのみじん切り、揚げニンニクに加え、大抵はパクチーと呼ばれる香草が薬味として使われている。